# Gargara variegatus
Gargara variegatus är en insektsart som beskrevs av Victor Antoine Signoret. Gargara variegatus ingår i släktet Gargara och familjen hornstritar. Inga underarter finns listade i Catalogue of Life.